# Fastnet Rock
Pour les articles homonymes, voir Fastnet.
Le rocher du Fastnet (en irlandais Carraig Aonair, ce qui signifie le « rocher perdu ») est une petite île située au sud de l'Irlande et composée d’argile et d’ardoise avec des veines de quartz. C’est le point le plus méridional de la république d'Irlande.
L’île est située à 6,8 km au sud-ouest de Clear Island dans le comté de Cork. Le rocher s’élève à 30 mètres au-dessus de la mer.
Le rocher est occupé par un phare du même nom, le Fastnet.
L'îlot et le phare sont désormais célèbres puisqu'ils constituent un point de passage majeur de la Fastnet Race, une course de voile bien connue, ainsi que pour son équivalent pour les bateaux de 6,50 m, la Mini-Fastnet. Il sert aussi de balise de passage lors de nombreuses autres courses, comme la Solitaire du Figaro.

## Événements
- Le SS Hesperian (1907 - 1915), paquebot de la Allan Line steamship : torpillé en 1915 au large du rocher du Fastnet en Irlande, 32 morts.
- Le SS Cymric (1898 - 1916), paquebot de la White Star Line, torpillé par le sous-marin allemand U-20 le 8 mai 1916 près du rocher du Fastnet en Irlande, 5 morts.